# 稚日女尊
稚日女尊（ワカヒルメノミコト）為《日本書紀》表記之名，祂是日本神話裡出現的女神，也是天照大神的胞妹，另有別名稚日霎命。

## 概要

### 日本書紀之記載
根據《日本書紀》卷第一的本文記載素戔嗚尊在高天原的行為逐漸放蕩起來後，一日天照大神在齋服殿編織神衣，前者見狀，將天斑駒剝皮後丟入殿內。後者因受到驚嚇而遭梭子刺傷，遂躲入天岩戶不肯出來。不過次段之第一種說法卻改成稚日女尊，且受驚嚇後遭到梭子刺傷身亡。
同書卷第九記載神功皇后征伐三韓後歸來，但船艦始終無法靠岸，於是舉行占卜。稚日女尊誨之曰：「我想居住在活田長狹國。」，遂令海上五十狹茅（生田神社社家的祖先）主祭。

### 古事記之記載
按《古事記》上卷之記載，須佐之男命趁天照大御神在忌服屋命人織神衣時，剝下天斑馬之皮，自屋頂穿瓦丟入屋內，天服織女（あめのはたおりめ）在驚惶之下遭梭子刺中陰戶而死。

## 解說
神名中的「稚日女」作「年輕的太陽女神」解，由於天照大神的別名為「大日女」（おおひるめ，漢字寫作「大日孁」），所以有人認為稚日女乃天照大神的幼名；亦有人認為是天照大神的胞妹或女兒。此外，根據成書於天平年間的《丹生大明神祝詞》（にうだいみょうじんのりと）顯示，位於和歌山縣伊都郡葛城町的丹生都比賣神社，其主祭的丹生都比賣神乃為天照大神之胞妹，故與稚日女尊視為同一神。

## 信仰
在日本主祭稚日女尊的神社計有下述：
- 生田神社（兵庫縣神戶市中央區）
- 玉津島神社（和歌山縣和歌山市）
- 手子后神社（茨城縣水戶市元石川町）
- 今宮戎神社（大阪府大阪市浪速區）

## 內部連結
- 天照大神
- 天岩戶

## 外部連結
- （日語）稚日女神 （页面存档备份，存于）
- （日語）生田神社-神仏霊場兵庫一番 （页面存档备份，存于）